# 工作媽媽
《職場老媽》（英語：Workin' Moms）是加拿大電視連續劇，於2017年1月10日在第CBC上映。
2019年2月，職場老媽在 Netflix 上全球首映。

## 演員和角色
- 凱瑟琳·里特曼（英语：Catherine Reitman） 飾演 凱特·福斯特
- 傑薩琳·万林 飾演 安妮·卡爾森
- 丹妮·金德 飾演 弗蘭基·科恩
- 朱諾·里納爾迪 飾演 珍妮·馬修斯